# مي مصطفى
مي مصطفى (مواليد 24 يناير 1983) هي لاعبة مبارزة مصرية، بمشاركتها هي وشيماء الجمال في أولمبياد 2000، أصبحتا أول سيدتين من مصر تشاركان في منافسات المبارزة في الأولمبياد.

## المشاركة الأولمبية

### سيدني 2000
المبارزة
المبارزة
- مي مصطفى
  - سيف - فردي: الدور الأول (لم تتأهل، المركز الـ23) [3]

## روابط خارجية
- مي مصطفى على موقع الاتحاد الدولي للمبارزة (الإنجليزية)
- مي مصطفى على موقع أوليمبيديا (الإنجليزية)